# Journal de Botanique, rédigé par une société de botanistes
Journal de Botanique, rédigé par une société de botanistes (abreviado J. Bot. (Paris)) fue una revista con ilustraciones y descripciones botánicas que fue editada en París. Se publicaron dos números en los años 1808-1809.